# Aeropuerto de Roma-Ciampino
El Aeropuerto de Roma-Ciampino o Aeropuerto Giovanni Battista Pastine (en italiano: Aeroporto di Roma-Ciampino) (IATA: CIA, OACI: LIRA) es un aeropuerto italiano de uso mixto civil-militar situado en Roma, Lacio, Italia. El aeropuerto está situado 15 km al suroeste del centro de Roma, justo por fuera de la Grande Raccordo Anulare (Vía de circunvalación de Roma). Ciampino fue el principal aeropuerto de Roma hasta 1960 cuando se construyó el Aeropuerto de Roma-Fiumicino en la costa de Ostia.
Ciampino es un aeropuerto bastante pequeño, debido a su cercanía a la ciudad de Roma y al tráfico de las compañías aéreas de bajo coste, es uno de los más congestionados de Italia.
El número total de pasajeros alcanzó 5.401.475 en 2007, un 9,24% más que en 2006. En 2008 transitaron en el aeropuerto 4.788.931 pasajeros, con una disminución del 11,31% respecto a 2007. 
Las terminales fueron ampliadas a principios de 2007.

## Accesos terrestres
- COTRAL/Schiaffini  opera una ruta de autobuses desde la terminal hasta la estación de Anagnina, perteneciente a la línea A del Metro de Roma, con un coste de 1,20€.

- Terravision  realiza un servicio de autobús entre el aeropuerto y la estación de Termini. El precio es de 4€ sólo ida o 8€ ida y vuelta. Terravision ofrece también autobuses al aeropuerto de Fiumicino y enlaces entre ambos aeropuertos.
- Rome Airport Bus  es un cómodo y rápido servicio de enlace entre el aeropuerto de Ciampino y Roma Termini. El precio de los billetes comprados online es de 6,90 € por trayecto y solo 9,90 € ida y vuelta. Rome Airport Bus también conecta el centro de Roma con el aeropuerto de Roma Fiumicino.

- La tarifa fija de un taxi al centro de Roma es de 30€.

- Hay Coches de Alquiler disponibles en el vestíbulo del aeropuerto de las compañías usuales en Italia.

## Aerolíneas y destinos

### Destinos nacionales
| Ciudad   | Nombre del aeropuerto        | Aerolíneas | Aeronaves |
| Italia   | Italia                       | Italia     | Italia    |
| -------- | ---------------------------- | ---------- | --------- |
| Cagliari | Aeropuerto de Cagliari-Elmas | Ryanair    | B737      |

### Destinos internacionales
| Ciudades por países | Nombre del aeropuerto                                  | Aerolíneas           | Aeronaves |
| África              | África                                                 | África               | África    |
| ------------------- | ------------------------------------------------------ | -------------------- | --------- |
| Marruecos           |                                                        |                      |           |
| Fez                 | Aeropuerto de Fez-Saïss                                | Ryanair              | B737      |
| Marrakech           | Aeropuerto de Marrakech-Menara                         | Ryanair              | B737      |
| Rabat               | Aeropuerto de Rabat-Salé                               | Ryanair              | B737      |
| Tánger              | Aeropuerto de Tánger-Ibn Battuta                       | Ryanair              | B737      |
| Asia                |                                                        |                      |           |
| Chipre              |                                                        |                      |           |
| Pafos               | Aeropuerto Internacional de Pafos                      | Ryanair (Estacional) | B737      |
| Georgia             |                                                        |                      |           |
| Kutaisi             | Aeropuerto de Kopitnari                                | Wizz Air             | A32x      |
| Jordania            |                                                        |                      |           |
| Amán                | Aeropuerto Internacional Reina Alia                    | Ryanair (Estacional) | B737      |
| Europa              |                                                        |                      |           |
| Albania             |                                                        |                      |           |
| Tirana              | Aeropuerto Internacional Madre Teresa                  | Ryanair              | B737      |
| Bélgica             |                                                        |                      |           |
| Charleroi           | Aeropuerto de Charleroi Bruselas-Sur                   | Ryanair              | B737      |
| Bulgaria            |                                                        |                      |           |
| Sofía               | Aeropuerto de Sofía                                    | Ryanair              | B737      |
| Eslovaquia          |                                                        |                      |           |
| Bratislava          | Aeropuerto de Bratislava-Milan Rastislav Štefánik      | Ryanair              | B737      |
| España              |                                                        |                      |           |
| Sevilla             | Aeropuerto de Sevilla                                  | Ryanair              | B737      |
| Estonia             |                                                        |                      |           |
| Tallin              | Aeropuerto de Tallin                                   | Ryanair              | B737      |
| Grecia              |                                                        |                      |           |
| Atenas              | Aeropuerto Internacional Eleftherios Venizelos         | Ryanair              | B737      |
| Corfú               | Aeropuerto Internacional de Corfú-Ioannis Kapodistrias | Ryanair (Estacional) | B737      |
| Rodas               | Aeropuerto Internacional de Rodas-Diágoras             | Ryanair (Estacional) | B737      |
| Salónica            | Aeropuerto Internacional Macedonia                     | Ryanair              | B737      |
| Hungría             |                                                        |                      |           |
| Budapest            | Aeropuerto Internacional de Budapest-Ferenc Liszt      | Ryanair              | B737      |
| Italia              |                                                        |                      |           |
| Cork                | Aeropuerto de Cork                                     | Ryanair              | B737      |
| Lituania            |                                                        |                      |           |
| Vilna               | Aeropuerto Internacional de Vilna                      | Ryanair              | B737      |
| Letonia             |                                                        |                      |           |
| Riga                | Aeropuerto Internacional de Riga                       | Ryanair              | B737      |
| Macedonia del Norte |                                                        |                      |           |
| Skopie              | Aeropuerto Internacional de Skopie                     | Wizz Air             | A32x      |
| Malta               |                                                        |                      |           |
| Malta               | Aeropuerto Internacional de Malta                      | Ryanair              | B737      |
| Polonia             |                                                        |                      |           |
| Cracovia            | Aeropuerto de Cracovia-Juan Pablo II                   | Ryanair              | B737      |
| Poznan              | Aeropuerto de Poznan-Ławica                            | Ryanair (Estacional) | B737      |
| Varsovia            | Aeropuerto de Varsovia-Modlin                          | Ryanair              | B737      |
| Portugal            |                                                        |                      |           |
| Oporto              | Aeropuerto de Oporto-Francisco Sá Carneiro             | Ryanair              | B737      |
| Reino Unido         |                                                        |                      |           |
| East Midlands       | Aeropuerto de East Midlands                            | Ryanair (Estacional) | B737      |
| Edimburgo           | Aeropuerto de Edimburgo                                | Ryanair              | B737      |
| Liverpool           | Aeropuerto de Liverpool-John Lennon                    | Ryanair              | B737      |
| Londres             | Aeropuerto de Londres-Stansted                         | Ryanair              | B737      |
| Mánchester          | Aeropuerto de Mánchester                               | Ryanair              | B737      |
| República Checa     |                                                        |                      |           |
| Praga               | Aeropuerto de Praga                                    | Ryanair              | B737      |
| Rumania             |                                                        |                      |           |
| Bucarest            | Aeropuerto Internacional de Bucarest-Henri Coandă      | Ryanair              | B737      |
| Craiova             | Aeropuerto de Craiova                                  | Wizz Air             | A32x      |
| Iași                | Aeropuerto Internacional de Iași                       | Wizz Air             | A32x      |
| Timișoara           | Aeropuerto Internacional de Timişoara-Traian Vuia      | Wizz Air             | A32x      |
| Serbia              |                                                        |                      |           |
| Belgrado            | Aeropuerto de Belgrado-Nikola Tesla                    | Wizz Air             | A32x      |

## Estadísticas
Ver fuente y consulta Wikidata.